# Abraham Bosse
Abraham Bosse (* 1602 in Tours; † 14. Februar 1676 in Paris) war ein französischer Kupferstecher und Radierer.

## Leben
Bosse war ein Sohn des calvinistischen Schneidermeisters Louis Bosse (aus Kranenburg im Herzogtum Kleve eingewandert) und dessen Frau Marie (geborene Martinet), die dem katholischen Glauben angehörte. Da seine Eltern der reformierten Religion angehörten, wurde er auf den Namen Abraham getauft. Seine Werke stammen überwiegend aus den Jahren von 1629 bis nach 1645, wobei ein Großteil seiner rund 1500 Stiche nach eigenen Zeichnungen angefertigt wurden. Bosse entwarf viele Blätter mit Schilderungen von Zeremonien, Festen und Szenen aus dem Volksleben. Er stach wahrscheinlich den großen Stadtplan von Paris von Jacques Gomboust. Als Freund des Architekten und Mathematikers Gérard Desargues stellte er einige seiner Ideen in populärer Form dar. In den 1620er Jahren ging er nach Paris, arbeitete dort bei dem Graveur Melchior Tavernier (1594–1665) und wurde von Jacques Callot beraten. Dort fertigte er 1622 erste Stiche nach Jacques Bellanges Gärtnerinnen, die zu Markte gehen, 1624 folgten einige Blätter für Thomas Francines Fontänen und 1627 eine Madonna nach eigener Manier. 1629 traf er auf den Zeichner Jean de St.-Igny. Er fertigte nach dessen Kostümfolge Le Jardin de la Noblesse française Radierungen an. Es folgten zahlreiche Blätter mit überwiegend figürlichen Darstellungen, wobei er insbesondere die Frauenbildnisse selbst gestaltete. Für Alessandro Francins Livre d’architecture contenant plusieurs portiques de differentes inventions, sur les cinq ordres de Colomnes schuf er 1631 40 Blätter. 1633 war er mit 28 Blättern an dem Livre d’architecture d’autels, et de cheminees, dedie a Monseigneur l’Eminentissme Cardinal Duc de Richeliev … beteiligt. Während des 1635 ausgebrochenen Krieges mit Spanien schuf Bosse nach Van Mols Vorlagen die satirischen Blätter zu Le Capitaine, des Espagnol et son laquais und nach eigener Zeichnung den Francais et son laquais und  La Mort et le Capitaine. 1636 entstand die Folge Theosophicarum ac cardinalium virtutum icones.
Seit 1635 widmete er sich insbesondere der Illustration von Büchern. Er stach Titelblätter und Vignetten, ein schönes Alphabet, einige Thesen, sowie Vorlagen für Spiegel oder Wappen. Für die Memoires pour servir ä l’histoire des plantes des Bankiers Denis Dodart, die erst 1676 erschienen, fertigte er 38 Blätter. Die letzten Jahre seines Lebens erteilte er Unterricht im perspektivischen Zeichnen. Diese hatte er selbst bei dem französischen Architekten Gérard Desargues erlernt. Er unterrichtete als Conseiller und Academicien honoraire an der 1648 gegründeten Académie royale de peinture. Hier kam es wegen einer Formalität zu einem heftigen Streit und er wurde 1661 von der Akademie ausgeschlossen.
Neben den Arbeiten als Kupferstecher und Radierer werden ihm auch einige Gemälde im Musee Cluny und in Lille zugeschrieben. Er starb im Alter von vierundsiebzig Jahren in Paris und wurde am Tag nach seinem Tod auf dem protestantischen Friedhof Saints-Peres im Beisein seiner Schwiegersöhne Jean des Chaleaux, Bürger von Paris, und Maitre Estienne Gaultier, Kaufmann in Paris beigesetzt.

## Familie
Bosse hatte am 9. Mai 1632 Catherine (geborene Sarrabat, † am 4. Dezember 1668) geheiratet, die Tochter des Jean Sarrabat Uhrmachers aus Tours. Mit ihr hatte er mehrere Kinder, von denen vier bereits im Säuglingsalter verstarben.
- Jean I. (30. August 1635)
- Jean II. (30. November 1636–13. Februar 1640)
- Catherine (2. Januar 1638) ⚭ 1. Jean des Chaleaux (Deschalleaux), Berater des Königs, mit dem sie vier Kinder hatte; ⚭ 2. 1687 Antoine Rayer, Anwalt im Parlament
- Marguerite (6. Mai 1640) ⚭ 1. Pierre Forest, Maler; ⚭ 2. Étienne Gaultier, Kaufmann, mit dem sie vier Kinder hatte; ⚭ 3. Sieur Cossart[7]
- Marc-Antoine (22. November 1641)
- Daniel I. (15. März 1643–25. Juni 1645)
- Jean III. (29. Januar 1647)
- Marie (30. September 1647–2. Februar 1648)
- Daniel II. (Januar 1649)

## Werke (Auswahl)
Kupferstiche und Radierungen
- Entsatz von Casale
- Stadt- und Festungspläne

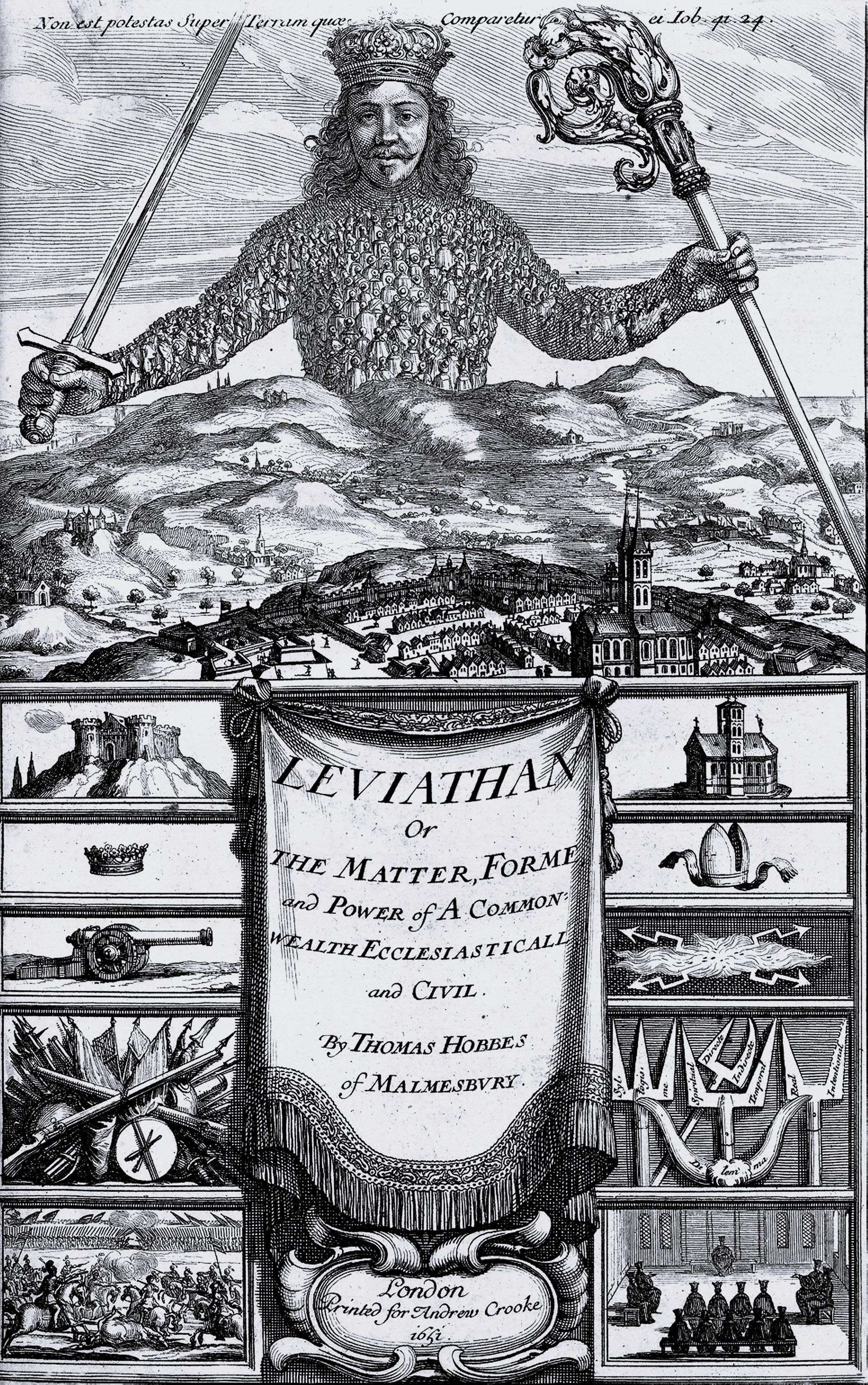
Bosses Frontispiz des Leviathan von Thomas Hobbes

- Ludwig XIII. zu Pferde mit kleinen Szenen aus dem Kriege gegen den Herzog von Savoyen
- Les Chevaliers du St. Esprit
- Le mariage ä la ville
- Mariage ä la campagne
- Hochzeit Ladislaus IV. von Polen mit Louise-Marie de Gonzague in Fontainebleau
- nach 1635 Bildnis des Jacques Callot im Auftrag von dessen Witwe gestochen

Schriften
- Traicte des manieres de graver en taille douce sur l'airin. Paris 1645 (mit 19 Abbildungen und dem Titelbild; Digitalisat).
  - Übersetzungen:
    - Radier-Büchlein. Handelt von der Etzkunst, nemlich wie man mit Scheidwasser in Kupfer etzen, das Wasser und wie auch den harten und weichen Etzgrund machen solle. Nürnberg 1689 (Digitalisat). Nachdruck Moos, München 1977, ISBN 3-7879-0088-8.
    - Abraham Bossens gründliche Anweisung zur Radier- und Etzkunst: nemlich: wie man mit Scheidwasser in Kupfer und andere Metalle etzen, das Wasser, wie auch den harten und weichen Etzgrund bereiten solle ; ingleichen, wie die Kupferplatten abzudrucken, die Druckerpresse zu machen, und was man sonsten dabey in acht zu nehmen hat. Nürnberg 1761 urn:nbn:de:hbz:061:1-539705
    - Die Kunst, in Kupfer zu stechen. Nürnberg 1765. Nachdruck Ilmer, Osnabrück 1975.